# Orgue del Cor de la Seu
L'Orgue del cor de la Seu és un orgue situat en el cor, dins la capella lateral del costat de l'evangeli de la Catedral-Basílica de Santa Maria de Palma (Mallorca) també anomenada Catedral de Mallorca o La Seu. El primer orgue del cor fou inaugurat oficialment l'any 1328, però l'actual instrument és de nova construcció, concretament de l'any 2001 construït per l'orguener Federico Acitores.

## Història
El cor a la Seu ha estat localitzat en tres ubicacions diferents i durant èpoques han coexistit dos cors. El primer cor va estar ubicat a l'antiga mesquita, situada davant el presbiteri; d'aquest primer positiu emplaçament no ha arribat cap referència a l'orgue.
El primer registre de l'orgue del cor es troba en el "Primer Llibre de Fàbrica" i va sonar durant la coronació del jove monarca Jaume III. Va ser necessari un gran esforç per assemblar "l'obra vella", la mesquita, amb "l'obra nova", el cap de la Seu. Es va muntar el cadirat i la trona al "cap nou de la Seu" i es va envoltar amb el "corredor dels ciris". L'any 1328, en aquestes obres de "transmudament del cor" de la mesquita a l'absis, es va fer "un passatge dels corredor dels ciris als orguens". Aquest primer orgue estava a la "capella del Senyor Rei".
L'any 1334 l'orguener Pere Rosselló substituí el primer orgue per un de nova construcció; aquests orgues no eren portàtils sinó positius, ja que es necessitaven la força de molts d'homes per moure'ls. Després de la construcció del cadirat del nou cor el 1339, es va començar a anomenar-se "cor major o "cor dels canonges" diferenciant-lo així del cor del presbiteri, conegut com a "cor menor" o "cor del bisbe".
A 1417 l'orgue es trobava en males condicions i el bisbe i el capítol decidiren la construcció d'un nou orgue estrenat l'any 1423 que va ser destruït el 1490 amb l'impacte d'una columna i reconstruït a principis del segle xvi però amb una afinació diferent de la de l'Orgue Major.
Fins al 1708 els orgues del cor varen ser orgues positius i es trobaven al nivell del cadirat però el 13 de juliol de 1708 el capítol decidí la construcció d'un altre orgue per retornar al costum de fer servir els dos orgues de la Seu. El 1772 mestre Pere Josep Bosch presentà un pla per afinar de la mateixa manera l'orgue Major i el del cor.
L'any 1905 es va traslladar el cor al lloc actual a causa de la reforma d'Antoni Gaudí, que va ser venut al convent de Sineu, l'any 1960 es va adquirir un orgue de transmissió elèctrica de la casa OESA que va ser substituït el 15 d'agost de 2001 per l'actual orgue.

## Característiques tècniques
L'Orgue del cor disposa de dos teclats de 56 notes (C-g''') i un pedaler de 30 notes (C-f') amb una transmissió mecànica de notes i registres. Els registres són Orgue Major, Positiu, Pedal i els acoblaments: I-P, II-P, II-I.
L'Orgue Major segueix l'ordre diatònic a les dues primeres octaves i el cromàtic a la resta i va col·locat a la part alta amb la mecànica penjada, consta de set jocs: Flautat, l'Octava, Flauta xemeneia, Flabiolet, Dinovena, Ple de dos regles i la Trompeta real.
El positiu segueix l'ordre diatònic a les dues octaves baixes i el cromàtic a la resta, va col·locat a nivell de terra i tancat dins una caixa expressiva; i consta de sis jocs: Bordó, Tapadet, Quinzena, Nasard 12ª, Nasard 17ª, Fagot-Oboè i Trèmol.
El pedal va col·locat al racó dret de la capella i segueix l'ordre cromàtic i la seva distribució de tubs és per octaves. El primer joc és el Subbaix i el segon la Dolçaina.
A continuació una graella amb les seves mesures i els diferents materials utilitzats en la composició.
| Jocs/Registres      | Material tubs  | Jocs/Registres       | Material tubs  | Jocs/Registres | Material tubs |
| Orgue Major         | Orgue Major    | Positiu              | Positiu        | Pedal          | Pedal         |
| ------------------- | -------------- | -------------------- | -------------- | -------------- | ------------- |
| Flautat 8'          | Fusta i metall | Bordó 8'             | Fusta i metall | Subbaix 16'    | (?)           |
| Octava 4'           | (?)            | Narsard 12ª (2, 2/3' | (?)            | Baix 8'        | (?)           |
| Flautat xemeneia 8' | Fusta i metall | Tapadet 4'           | (?)            | Dolçaina 16'   | (?)           |
| Flabiolet 2'        | (?)            | Quinzena 2'          | (?)            |                |               |
| Dinovena 1'         | (?)            | Nasard 17ª (1, 3/5') | (?)            |                |               |
| Ple                 | (?)            | Fagot-Oboè 8'        | (?)            |                |               |
| Trompeta real 8'    | (?)            |                      |                |                |               |

## Organistes i compositors més destacats
Al llarg de la història de la Catedral de Mallorca hi ha hagut diferents organistes amb diferents responsabilitats.
- Mestre Febrer. (Segle XV) Primer orguener i organista de l'Orgue Major encarregat de "tenir condret, afinar i espolsar" amb un sou de 12 lliures anuals. Càrrec exercit de 1497 a 1504.
- Gaspar Roig. (Segle XVI) Orguener català establert a Mallorca, càrrec exercit de 1541 a 1558.
- Miquel Tortell i Simó (1802 -1868) Compositor, organista mallorquí, alumne de Pau Nicolau i Julià frare santamarier. El 1827 oposità pel càrrec d'organista titular. Destaca per ser autor d'una extensa obra instrumental i vocal de gènere sacre: Larguetto per orgue.
- Joan Maria Thomàs i Sabater. (1896 - 1966) Compositor i organista, anomenat organista suplent de la Catedral de Palma l'any 1914. Va ser alumne de Domènec Mas i Serracant.
- Baltasar Samper i Marquès (1888 - 1966) va ser un músic mallorquí, nascut a Mallorca. Pianista, compositor, director d'orquestra, crític musical i etnomusicòleg.[4]
- Bartomeu Veny. (-) Compositor, organista i professor d'orgue al Conservatori Professional de Mallorca. Va ser alumne d'Antoni Matheu, Adalberto Martínez. Algunes de les seves obres més destacades són: Entrada, Variacions, Cançó de bressol.
- Bartomeu Mut (-) Compositor, organista i professor d'orgue al Conservatori Professional de Mallorca. Va ser alumne d'Oscar Candendo i del mestre Lorenzo Ghielmi. Aconseguí el càrrec d'organista titular l'any 2016.